# Gosbank
Gosbank (tiếng Nga: Госбанк, Государственный банк СССР, Gosudarstvenny bank SSSR—the Ngân hàng Nhà nước Liên Xô) là ngân hàng trung ương của Liên Xô và là ngân hàng duy nhất trong toàn bộ Liên Xô từ những năm 1930 đến 1987. Gosbank là một trong ba cơ quan kinh tế của Liên Xô, hai cơ quan kia là "Gosplan" (Ủy ban Kế hoạch Nhà nước) và "Gossnab" (Ủy ban Nhà nước về Cung cấp Vật liệu Kỹ thuật). Gosbank đã phối hợp chặt chẽ với Bộ Tài chính của Liên Xô để chuẩn bị ngân sách quốc gia.

## Nền tảng
Nền tảng của ngân hàng là một phần của việc thực hiện Chính sách kinh tế mới. Vào ngày 3 tháng 10 năm 1921, Ban Chấp hành Trung ương Toàn Nga (VTsIK), đã thông qua nghị quyết cho việc thành lập ngân hàng Nhà nước Cộng hòa Xã hội chủ nghĩa Xô viết Liên bang Nga. Tiếp theo là một giải pháp tương tự do Sovnarkom thông qua ngày 10 tháng 10 năm 1921. Nó bắt đầu hoạt động vào ngày 16 tháng 11 năm 1921.
Vào tháng 2 năm 1922 Lenin mô tả Ngân hàng Nhà nước là "trò chơi giấy quan liêu", so sánh nó với một ngôi làng Potemkin trong một bức thư gửi Aron Sheinman, người mà ông buộc tội là "tính trẻ con quan chức Cộng sản". Năm 1923 nó đã được chuyển thành Ngân hàng Nhà nước của Liên Xô. Nó được đặt dưới quyền quản lý của Narkomfin. Nhà nước Xô viết sử dụng Gosbank, chủ yếu, như một công cụ để áp đặt quyền kiểm soát tập trung vào ngành công nghiệp nói chung, sử dụng số dư ngân hàng và lịch sử giao dịch để theo dõi hoạt động của các mối quan tâm cá nhân và tuân thủ các kế hoạch và chỉ thị 5 năm. Gosbank không hoạt động như một ngân hàng thương mại liên quan đến động cơ lợi nhuận. Nó hành động, về mặt lý thuyết, như một công cụ của chính sách của chính phủ. Thay vì đánh giá tín dụng một cách độc lập và vô tưcủa người đi vay, Gosbank sẽ cung cấp nguồn vốn vay cho các cá nhân, nhóm và ngành công nghiệp theo chỉ dẫn của chính quyền trung ương.
Năm 1931, Boris Berlatsky, một quan chức cấp cao của Ngân hàng Nhà nước đã được đưa ra xét xử cho tội phá hoại trong vụ xét xử Menshevik 1931.

## Perestroika
Là một phần của chương trình perestroika của Mikhail Gorbachev, các ngân hàng khác được hình thành, bao gồm; "Promstroybank" (Ngân hàng Xây dựng Công nghiệp Liên Xô), "Zhilstoybank" (Ngân hàng Xây dựng Dân dụng Liên Xô), "Agrobank" (Ngân hàng Nông nghiệp Liên Xô), " Vneshekonombank " (USSR Internal Trade Bank) và " Sberbank " (Ngân hàng Tiết kiệm USSR). " Sberbank " tiếp tục cho đến ngày nay là một trong những ngân hàng lớn nhất của Nga, giữ lại nhân sự cao cấp của Gosbank và phần lớn hoạt động ngân hàng của chính phủ Nga hiện nay.

## Lãnh đạo điều hành cao cấp
Đây là danh sách Chủ tịch Hội đồng quản trị Ngân hàng Nhà nước.
- A. L. Sheinman, (1921-1924), Chủ tịch Hội đồng quản trị của Ngân hàng Nhà nước Liên Xô
- Nikolai G. Tumanov, (1924-1926), Quyền Chủ tịch Hội đồng quản trị của Ngân hàng Nhà nước Liên Xô

### Chủ tịch Hội đồng quản trị của Ngân hàng Nhà nước Liên Xô
Chủ tịch được bổ nhiệm bởi Thủ tướng Liên Xô.
| №  | Tên (thống đốc)       | Hình chụp                                                                       | Thời hạn                 | Thời hạn                | Được bổ nhiệm bởi                   |
| №  | Tên (thống đốc)       | Hình chụp                                                                       | Bắt đầu nhiệm kỳ         | Kết thúc nhiệm kỳ       | Được bổ nhiệm bởi                   |
| -- | --------------------- | ------------------------------------------------------------------------------- | ------------------------ | ----------------------- | ----------------------------------- |
| 1  | Aron Sheinman         |                                                                                 | 1921                     | 1924                    | Vladimir Lenin                      |
| 2  | Nikolai Tumanov       |                                                                                 | 5 tháng 3 năm 1924       | 16 tháng 1 năm 1926     | Alexei Rykov                        |
| 3  | Georgy Pyatakov       |                                                                                 | 19 tháng 4 năm 1929      | 18 tháng 10 năm 1930    | Alexei Rykov                        |
| 4  | Moissei Kalmanovich   |                                                                                 | 18 tháng 10 năm 1930     | 4 tháng 4 năm 1934      | Vyacheslav Molotov                  |
| 5  | Lev Maryasin          |                                                                                 | 4 tháng 4 năm 1934       | 14 tháng 7 năm 1936     | Vyacheslav Molotov                  |
| 6  | Solomon Kruglikov     |                                                                                 | 14 tháng 7 năm 1936      | 15 tháng 9 năm 1937     | Vyacheslav Molotov                  |
| 7  | Alexey Grichmanov     |                                                                                 | 15 tháng 9 năm 1937      | 16 tháng 7 năm 1938     | Vyacheslav Molotov                  |
| 8  | Nikolai Bulganin      | Tập tin:Bundesarchiv Bild 183-29921-0001, Bulganin, Nikolai Alexandrowitsch.jpg | 2 tháng 10 năm 1938      | 17 tháng 4 năm 1940     | Vyacheslav Molotov                  |
| 9  | Nikolai K. Sokolov    |                                                                                 | 7 tháng 4 năm 1940       | 12 tháng 10 năm 1940    | Vyacheslav Molotov                  |
| 10 | N. Bulganin           | Tập tin:Bundesarchiv Bild 183-29921-0001, Bulganin, Nikolai Alexandrowitsch.jpg | 12 tháng 10 năm 1940     | 23 tháng 5 năm 1945     | Joseph Stalin                       |
| 11 | Yakov Golev           |                                                                                 | 23 tháng 5 năm 1945      | 23 tháng 3 năm năm 1948 | Joseph Stalin                       |
| 12 | Vasily Popov          |                                                                                 | 23 tháng 3 năm 1948      | 31 tháng 3 năm 1958     | Georgy Malenkov và Nikolai Bulganin |
| 13 | N. Bulganin           |                                                                                 | 31 tháng 3 năm 1958      | 15 tháng 8 năm 1958     | Nikita Khrushchev                   |
| 14 | Alexander Korovushkin |                                                                                 | 15 tháng 8 năm 1958      | 14 tháng 8 năm 1963     | Nikita Khrushchev                   |
| 15 | Alexey Poskonov       |                                                                                 | 1963                     | 1969                    | Alexei Kosygin                      |
| 16 | Miefodiy Svieshnikov  |                                                                                 | 1969                     | 1976                    | Alexei Kosygin                      |
| 17 | Vladimir Alkhimov     |                                                                                 | 11 tháng 10 năm 1976     | 10 tháng 1 năm 1986     | Nikolai Tikhonov                    |
| 18 | Viktor Dementsev      |                                                                                 | 10 tháng 1 năm 1986      | 22 tháng 8 năm 1987     | Nikolai Ryzhkov                     |
| 19 | Nikolai Garetovsky    |                                                                                 | 22 tháng 8 năm 1987      | 7 tháng 6 năm 1989      | Nikolai Ryzhkov                     |
| 20 | Viktor Gerashchenko   |                                                                                 | 7 tháng tháng 6 năm 1989 | 26 tháng 8 năm 1991     | Valentin Pavlov                     |
| 21 | Andrei Zverev         |                                                                                 | 26 tháng 8 năm 1991      | 20 tháng 12 năm 1991    | Ivan Silayev                        |